# José Mazzilli Ribón
José Mazzilli Ribón (Ciénaga, Magdalena, 29 de febrero de 1892 - Barranquilla, Atlántico, 22 de noviembre de 1976), fue músico, guitarrista, pianista, compositor, poeta, empresario, químico y perfumista de la Región Caribe Colombiano de ascendencia italiana por vía paterna y colombiana raizal por vía materna. Posee principalmente obras para guitarra clásica solista que se constituye en el aporte más destacado realizado por compositor colombiano alguno para este instrumento en el siglo XX en toda la Región Caribe. 

## Biografía
José Mazzilli Ribón nació el 29 de febrero de 1892 en Ciénaga, Magdalena pujante población ubicada en la Región Caribe, fruto de la bonanza bananera de finales del siglo XIX y principios del XX. Su padre fue el inmigrante italiano calabrés, Giuseppe Mazzilli Scorzo (1849 – 1939), oriundo de Scalea en la Provincia de Cosenza, quien encontró en el centro bananero de Ciénaga el lugar perfecto para establecer su negocio de importación y exportación de productos para el sector químico. En esa ciudad contrajo matrimonio con la dama momposina Ofelia Ribón y Poveda, descendiente del prócer de la independencia de Santa Cruz de Mompox y de Cartagena de Indias, Pantaleón Germán de Ribón y Segura (Santa Cruz de Mompox, Virreinato de la Nueva Granada, 8 de julio de 1774 - Cartagena de Indias, 24 de febrero de 1816).
Ciénaga fue el ambiente propicio para que este inmigrante educara a su familia y sacara adelante su empresa, la que luego sería administrada y expandida por su hijo mayor, José, en la ciudad de Barranquilla, cuya pujanza portuaria la hizo posicionarse como la ciudad más importante de la Región Caribe –la que se vislumbra como la nueva gran metrópoli portuaria del Caribe, desplazando a Cartagena de Indias– desde inicios del siglo XX . Así mismo, el arte y la música, al igual que el ejemplo de laboriosidad y disciplina, fueron una constante para la crianza de sus seis hijos: José, Domingo, Amadeo, María Eugenia, Hércules y Carmela, todos destacados en la interpretación profesional de instrumentos como la guitarra, la mandolina, el piano, el canto lírico o el violín.
Desde muy temprana edad el joven José demostró talento y predisposición para la música y para la escritura en verso. La guitarra fue siempre su instrumento predilecto, llegando a desenvolverse en ella con maestría en una época en la que ésta no formaba parte del canon de instrumentos académicos, por lo que ningún conservatorio colombiano ofrecía su enseñanza. Así, José debió conformarse con las lecciones que le brindó su padre –poseedor de buen oído y habilidad musical como los de su raza– y con lo que podía aprender de los músicos que llegaban con las orquesta traídas por las grandes plantaciones de banano en tiempos de bailes y fiestas. 
El 11 de diciembre de 1919 contrajo matrimonio con Francisca Angulo en la iglesia de San Juan Bautista de su ciudad natal.  Por ser el hijo mayor, debió ayudar a su padre en el negocio familiar, por lo que desde 1920 se radicó en la ciudad de Barranquilla con el fin de fundar en esa ciudad una sucursal del negocio familiar, al cual llamaría "Importación e Industrias José Mazzilli Ribón” con actividad comercial desde 1891, año en el que su padre fundara la empresa en Ciénaga.
El hecho de vivir en Barranquilla, ciudad mucho más adelantada en aquella época que la pequeña Ciénaga –no obstante su pujanza–, puerta de entrada para grandes oleadas de inmigrantes y asentamiento de importantes colonias como la alemana, la sirio libanesa, la judía y la propia italiana –de la que José Mazzilli Ribón formaba parte como miembro de segunda generación–, le permitieron tener un roce comercial y cultural que le otorgó un gran impulso tanto a su negocio como a su carrera musical. En ese puerto del Caribe se convirtió en discípulo del compositor y pianista corazoleño Emirto De Lima y Sintiago (Willemstad, Curazao, Antillas Neerlandesas, 25 de enero de 1890 – Barranquilla, Atlántico, 14 de agosto de 1972), con quien se perfeccionó en las técnicas de la armonía y la composición, llegando a formar parte del selecto grupo que junto a este músico antillano inauguraría la actividad musical mediante la radiodifusión en Colombia desde el 8 de diciembre de 1929 como miembros de la orquesta de planta de La Voz de Barranquilla –entidad pionera de la radiodifusión en Colombia–  interpretando, bajo la dirección y orquestación musical de De Lima, junto a otros jóvenes como Pedro Biava Ramponni (Roma, Italia, 11 de junio de 1902 – Barranquilla, Atlántico, 16 de junio de 1972) o José Manuel Conde (Santa Marta, Magdalena, 3 de agosto de 1905 – ib. idem., 26 de septiembre de 1968) entre otros, quienes posteriormente serían relevantes figuras para los procesos de las músicas académicas y populares en el Caribe colombiano. Fruto de una relación extramatrimonial, fueron sus hijos Ricardo y Martha Mazzilli Matute.
Al enviudar en 1933, contrajo segundas nupcias con la dama barranquillera María Buenaventura Santamaría, el 10 de diciembre de 1934 en la iglesia de Ntra. Sra. del Rosario de Barranquilla.

### Faceta musical
En la década de 1930, dos acontecimientos académicos de carácter musical, publicitarán el nombre de José Mazzilli Ribón en el ámbito de la cultura académica nacional. El primero de ellos será la mención que hiciera Emirto De Lima durante su conferencia titulada "La guitarra, un instrumento romancero, vista a través del pueblo de la costa atlántica", la que fue dictada durante el Primer Congreso Nacional de Música realizado en Ibagué entre el 15 y el 19 de enero de 1936. A lo largo de su ponencia, el autor disertó sobre la historia del instrumento, su presencia en distintas latitudes y culturas y cómo ha sido su arraigo en la región Caribe colombiana desde tiempos remotos. Finalizando con una división de los grupos de guitarristas –que a su parecer– existen en la región. El primero, conformado por los que la han interpretado de manera popular y empírica, o sea, los que "tocan de oídas", quienes se valen del instrumento para acompañar coplas y solo conocen un reducido número de acordes; el segundo, integrado por los estudiantes de colegios y de otros estamentos culturales, quienes emplean el instrumento de una forma más culta, usándolo como acompañante o como solista; y finalmente, el tercer grupo, que está compuesto por un "pequeñísimo número de individuos en quienes la afición a la música es algo casi sagrado". En esta categoría ubicó a su discípulo Mazzilli Ribón, refiriéndose a él en los siguientes términos durante la misma conferencia:
Además, estas personas que han empleado muchos años de vida al estudio del instrumento y a la perfección de su técnica, su estilo y su arte, se hallan de tal manera consagrados a la guitarra que pueden considerarse verdaderos virtuosos del instrumento. Uno de esos instrumentistas, guitarrista de fama a quien quise traerme con su arte impecable, es José Mazzilli, nacido en Ciénaga (departamento del Magdalena), pero domiciliado desde hace muchos años en nuestra amadísima Barranquilla. Mazzilli ejecuta con la misma soltura una Siciliana o Zarabanda de Juan Sebastián Bach, un Andante de Mozart, un Capricho Árabe de Tárrega o una Zambra o Jota de Segovia. También cultiva este artista con cariño el folklore patrio, y ha hecho arreglos muy aceptables de pasillos, danzas, bambucos y otras músicas colombianas. 

Emirto De Lima, Primer Congreso Nacional de Música - Ibagué, 1936
El segundo acontecimiento sucedería en agosto de 1938, durante el marco del IV Festival Ibero-Americano de Música, realizado en Bogotá bajo la dirección del musicólogo alemán –nacionalizado uruguayo– Francisco Curt Lange (Eilenburg, Alemania, 12 de diciembre de 1903 – Montevideo, Uruguay, 3 de mayo de 1997) y con la colaboración de Guillermo Espinosa Grau (Cartagena de Indias, Colombia, 9 de enero de 1905 – Washington D. C., Estados Unidos, 5 de julio de 1990), director de la Orquesta Sinfónica Nacional. Este magno evento, realizado durante la conmemoración del IV Centenario de la Fundación de Bogotá, reunió a las principales personalidades de la música académica tanto de la península ibérica como del continente americano. Las memorias de este gran festival se encuentran consignadas en un voluminoso libro –hoy en día considerado un incunable para la musicología colombiana– denominado "IV Boletín Latinoamericano de Música", en cuya página 355 aparece el retrato de un joven José Mazzilli Ribón sosteniendo su guitarra en una postura, por demás, clásica. En la misma página figura la imagen de Adolfo Mejía Navarro (San Luis de Sincé, Sucre, 5 de febrero de 1905 – Cartagena de Indias, Bolívar, 6 de julio de 1973), considerado como el otro gran exponente de la guitarra en el Caribe colombiano durante el siglo XX, pero contrario a Mazzilli Ribón, Mejía no dejó escritas más de media docena de obras para el instrumento, mientras que la obra de aquel le supera por número en gran medida.
José Mazzilli Ribón fue miembro de la afamada Orquesta Sosa, a cargo de quien dirigiera la banda departamental de Barranquilla, el maestro Luis Felipe Sosa –suegro de Pedro Biava–.  Por otro lado, se dedicó especialmente al estudio de la guitarra, la armonía y la composición, dando conciertos en Barranquilla, Medellín, Cali, Bogotá, Caracas, Cumarebo, Puerto Cabello, etc., obteniendo del público y de la crítica, cálidos elogios por la limpieza, exquisitez y emoción de sus interpretaciones de obras clásicas y modernas. Compuso numerosas piezas para guitarra y piano entre las que se destacan bambucos, pasillos, preludios para guitarra, pasodobles, villancicos, danzas, minuetos, etc., y una zarzuela titulada Los criados de doña Elvira, en la que derrocha habilidades compositivas y literarias, ya que tanto la música como la letra, son de su autoría.
Su hijo Bruno Mazzilli Santamaría se ha encargado de recopilar todas las partituras existentes de su producción musical para los múltiples formatos e instrumentos que escribió, así como la cosecha poética de su padre, recopilándolas en un álbum al que ha nombrado Obra completa de José Mazzilli Ribón (1892 – 1976), allí, además, incluye recuerdos, pensamientos y reflexiones en torno a su padre, su relación con su madre y sus hermanos y hace comentarios a su obra en general. Ha intentado en varias oportunidades que alguna casa editorial muestre interés en publicar esta obra, sin embargo, no ha tenido éxito. Continúa en su empeño de dar a conocer la obra de su padre para que las nuevas y futuras generaciones de artistas –principalmente guitarristas– interpreten este interesante legado musical de un compositor caribeño, así como para los amantes de la poesía, quienes podrán encontrar en sus epigramas y sinapismos, una forma diferente de exploración del verso y de ingeniosos recursos en un castellano sencillo y claro. Según Bruno en su semblanza manifestó que su padre José Mazzilli Ribón dedicó enseñanza de la guitarra y fue catedrático del Conservatorio de Música de la Facultad de Bellas Artes de la Universidad del Atlántico que formó alumnos destacados como Julio Cesar Illera, Cesar Restrepo, Calixto González, entre otros.    

#### Obras para guitarra
El principal aporte de José Mazzilli Ribón dentro de su obra compositiva, gira en torno a su obra para guitarra clásica solista. Sin embargo, abordó la composición para otros instrumentos como el piano y una zarzuela orquestada. Hasta hace muy pocos años, el ámbito académico colombiano había considerado y lo sigue haciendo a Adolfo Mejía Navarro como el gran referente de la Guitarra Clásica en el Caribe colombiano a lo largo del siglo XX. Desafortunadamente para el catálogo musical de Mejía, sus obras para guitarra solista son escasas, pues aunque aparecen referenciadas en programas de conciertos de los años 40, 50 y 60 del siglo XX y múltiples testimonios de sus estudiantes y familiares dan fe de la multiplicidad de obras propias para este instrumento, las mismas no han llegado hasta nuestros días. Contrario a ello, la obra de José Mazzilli Ribón –en su gran mayoría– ha sido conservada por su hijo mejor, lo que ha permitido en recientemente se someta a un detallado estudio académico, permitiendo posicionar a este compositor como un punto de referencia singular para la Guitarra Clásica en el Caribe Colombiano durante el siglo XX. Cabe destacar que Mazzilli y Mejía fueron dilectos amigos, quienes se visitaron mutuamente, intercambiando conceptos técnicos en torno a su instrumento durante largas veladas musicales realizadas en la casa de la calle de los Puntales del Barrio de San Diego en Cartagena de Indias, donde Mejía residió hasta el final de sus días. Mazzilli le visitó por última vez, junto a su hijo mejor, en 1973, meses antes de que el compositor sinceano falleciera. Además, cabe decir que Mazzilli también fue amigo de Alfonso Cayón Mejía y Rafael Campo Miranda, que le dedicó la obra "Dime un Secreto" compuesto en el año 1949.
El catálogo alfabético de la obra para guitarra de José Mazzilli Ribón comprende 22 obras de variados aires, algunas de marcado acento académico, otras de corte nacionalistas y algunas de carácter técnico. 

##### Obras para guitarra
1. Andante No. 1  
2. Andante No. 2 
3. Canción de la Fuente (Pasillo) 
4. Danza No. 1 
5. Danza Tú 
6. Dicha del Alma 
7. Gavota de François-Josep Gossec (Arreglo para dos guitarras de José Mazzilli Ribón)   
8. Impromptu 
9. La Oración (Trémolo) 
10. Luna de Enero (Pasillo) 
11. Minueto No. 1 
12. Minueto No. 3  
13. No volveré  
14. ¿Por qué ya no me quieres? (Pasillo) 
15. Preludio No. 1 
16. Preludio No. 10 
17. ¿Qué Será? 
18. Tema 
19. Trémolo No. 2 (Trémolo) 
20. Últimas Rosas de Mayo (Pasillo) 
21. Vals  
22. Dime un Secreto (Pasillo)   
Además de componer obras para guitarra como instrumento solista, José Mazzilli Ribón escribió diversas obras para piano, una zarzuela y dos poemas.   
Obras para piano
1. Brisa Andina (Pasillo)
2. Sierra Nevada (Pasodoble)
3. Un Suspiro (Pasillo)
4. Recuerdos de mi Ayer (Pasillo)
5. Cantinela (Estudio)
6. Canción de Serenata (Canción)
7. Himno a la Vida (Himno)
8. Toma mi Vida (Canción)
9. María Gabriella (Pasodoble)
10. Las Piedras de la Quebrada (Bambuco) con acompañamiento para canto

Zarzuela
Los Criados de Doña Elvira   
Poemas
1. Epigramas
2. Sinapismos Líricos

En la Biblioteca Piloto del Caribe en Barranquilla, se puede consultar una copia de estos manuscritos en los cuales fueron entregados por Bruno Mazzilli Santamaría.   
El Diccionario Enciclopédico de la Música nos informa que tenía en preparación un "Método para guitarra", el cual al parecer no fue completado o no logró ser editado por el autor.

#### El cultivo de otras artes: La poesía y la perfumería

##### El poeta
José Mazzilli Ribón, además de ser músico, también fue poeta y perfumista de entrenado olfato. Como poeta poseía gran versatilidad. Su escritura poética se puede dividir en tres etapas o momentos. La primera de ellas es producto de haber sido músico, compositor e intérprete, antes que poeta, puesto que en sus descripciones líricas se puede notar que éstas casi corresponden a letras de canciones que rondaban su mente con un lenguaje sencillo, pero no coloquial:
Y así va la noche perdiendo encanto…
la cóncava esfera… 

la casta luna….

Por otra parte, pone en la boca de los animales de sus fábulas, profundos pensamientos que al final dejan grandes enseñanzas para los seres humanos:
Ante el loro el elefante permaneció largo rato admirando de escucharle… Así hay personas que solo escuchan… a aquellos que cuando hablen sólo dicen necedades.
En su poesía titulada El gato honesto, dice con mucha gracia: 
Aceptó por deferencia… y dio comienzo al reparto… comedido… que no mereció cuidarlo… donde hayáis quesos… no pongáis gatos. 

Sinapismos Líricos de José Mazzilli Ribón

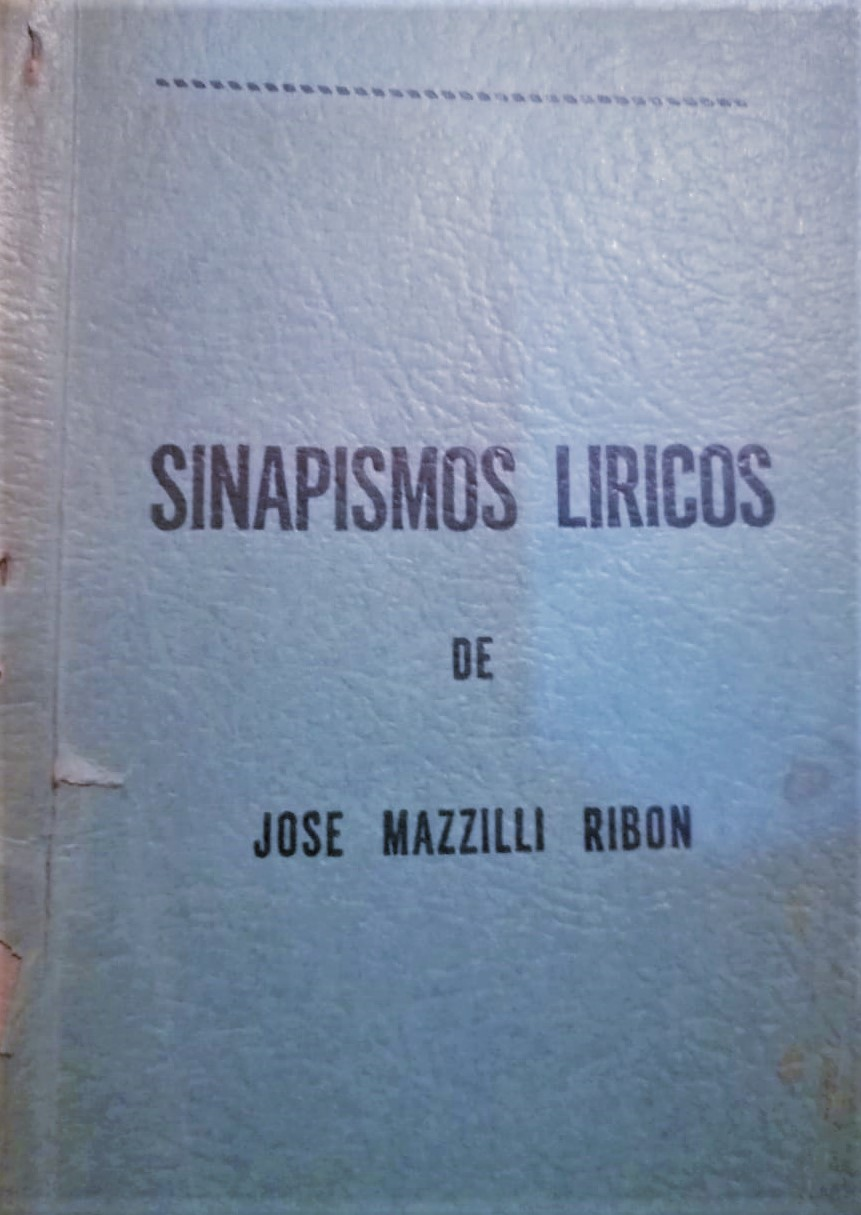
Portada de "Sinapismos Líricos" de José Mazzilli Ribón, publicado en Barranquilla por Ed. Mejoras en 1958, 136 pág.

Como lo vemos, en esta primera etapa su poesía es algo común y algo menos secular en sus descripciones. A pesar de esto, mantiene una profunda lírica, y debido a ello llamó su libro Sinapismos liricos de José Mazzilli Ribón

Durante la siguiente etapa, –la segunda–, es evidente el tránsito del lirismo a la picardía y constituye una transición no tan justa hacia la etapa de su producción literaria de mayor contenido lírico y refinado. Esto lo obtiene con profunda agudeza, lo que hace que sea logrado sin incurrir a groserías literarias. Claro ejemplo de ellos es el siguiente:
“Como el huésped no tenía con qué pagar la pitanza a la hotelera Esperanza, de balde se la comía’’. 

“Menudín el panadero a dar un pan se negaba y su mujer se lo daba a cualquiera sin dinero cuando Menudín no estaba’’.

En estos dos ejemplos prima la picardía en la agudeza poética. Causa curiosidad que algunos versos son de afilada sorna hacia las mujeres, cosa muy típica en aquellos años del siglo XX, sin embargo. Mazzilli Ribón era un hombre galante y respetuoso de las mujeres. En otros epigramas continúa así:
“El obsequio está presente cuando el panadero estaba ausente’’.

“Rostro divino labios ardientes que abren las fuentes de mis pasiones’’
…y otra descrita en un bambuco 
“Las piedras de la quebrada’’: “para que en ella se viera su cuerpecito y su cara…’’
A su esposa, doña Buenaventura Santamaría, poco le gustaba este tipo de poesía, reprendiéndolo y apelando a que su inspiración no fuera esa, sino que la lírica y sublime que le había caracterizado siempre. Esto basado en múltiples poesías que Mazzilli Ribón le dedicara:
“Ventanera, ventanera flor perenne de la reja… 

que todo, todo el que pasa, algo te quita y se lleva’’. 

En el poema “Ayer y hoy’’ le expresa lo siguiente:
“En la vieja ventana de barrotes roídos… 
donde yo deshojaba mi canción a tu oído… 
yo cantaba mi dicha… 
y en su lecho dormida en silencio… 
con ternura infinita… 
la canción ya olvidada… 

y la torpe cigarra mi canción a su oído’’.  
Finalmente, su tercera etapa poética estuvo marcada por un acento mucho más espiritual, como se verá a continuación. José Mazzilli Ribón, a pesar de no haber sido dado a cuestiones religiosas, sentía un gran aprecio por los hombres de Dios, tanto así, que entabló una buena amistad con varios de ellos, pues fueron muchos los sacerdotes amantes de la literatura, la música y la magia, catadores de los vinos que Mazzilli elaboraba, quienes frecuentaron su selecto círculo de amigos. Esto hacia que casi a diario hubiera en su casa un cura’ escuchándolo tocar guitarra, recitar sus poesías o disfrutar de las magias que hacía, pues hasta prestidigitador era. En medio de esas tenidas, conoció al sacerdote jesuita el padre Antonio Restrepo, S.J., con quien mantuvo una larga amistad. El religioso fue el fundador –y tuvo a su cargo por mucho tiempo–, la Casa de Ejercicios Espirituales Betania en Barranquilla, y poseía un gran poder de convencimiento. Fue así como convenció a Mazzilli para que realizara los famosos Ejercicios Espirituales diseñados por San Ignacio de Loyola, logrando que este los realizara, razón por la cual dispuso su guitarra y su cuadernillo para escribir poesías.
Asistió durante una semana a los Ejercicios Espirituales. Los demás asistentes asimilaban a cabalidad la palabra divina, y quedaron cautivados por su música, su poesía y sus actos de magia, los cuales realizaba en ratos de recreo para entretenerse. Muchos de aquellos compañeros fueron personas prestantes de la sociedad barranquillera, a quienes Mazzilli Ribón posteriormente convocaría para colaborar con dinero y mantener las obras sociales y religiosas de la Compañía de Jesús. Son de este período productivo los siguientes versos:
“Rogaba al Señor paz y sosiego mi casa fatigosa está conmigo… 
nuestra nave es eterna sigue rumbos arcanos… 
estrella de los espacios infinitos de mi alma…
fija tu lumbre en mi puerta… 

alma que mira por esos ojos no hiere nunca con su mirada…”
Aunque no toda la poesía fue de corte espiritual y transcendental:
“Como el cariño nace la copla imperceptible… 
cándida estrella, canción de nido…
ay yo quisiera cantar en coplas mis alegrías y mis tristezas, 
pero no tiene cuerdas mi lira…
para cantarlas… 

ni acordes vagos, ni consonantes llevo en mi alma’’.

##### El perfumista e industrial
La laboriosidad y espíritu empresarial heredados del padre italiano, contribuyeron en gran medida a que Mazzilli Ribón no explotara la actividad musical como un modus vivendi, si no como un hobbie que ejecutaba con gran maestría. Su giro empresarial se encuentra enmarcado en la ciudad de Barranquilla, primero como administrador de la empresa familiar con sede en Ciénaga, y posteriormente, como dueño de su propia empresa "Importación e Industrias de José Mazzilli R.", la que se dedicaba, principalmente a la elaboración de productos de tocador como perfumes para damas y caballeros, polvos de arroz, aguas de colonia, esencias, aceite de aguacate, tabletas de azabache para teñir el cabello. Igualmente, sostuvo una línea de productos refractarios para alimentar a los vapores que navegaban desde Barranquilla hasta La Dorada por el Río Magdalena y sus filtros potabilizadores le permitieron beber agua pura a las tripulaciones y a miles de pasajeros.

### Años finales y muerte
José Mazzilli Ribón permaneció los últimos años de su vida en Barranquilla. Su salud se empezó a debilitar alrededor de los 80 años de edad. Por ese mismo tiempo desaparecieron varios de sus amigos de aventuras musicales: José Manuel Conde en 1968 y en el fatídico 1972 con escasos dos meses de diferencia, partirían hacia la eternidad Emirto De Lima y Pedro Biava, quedando cada vez más reducido su círculo artístico. Murió el 22 de noviembre de 1976 en Barranquilla a los 84 años, luego de un deterioro progresivo de su salud que nunca hizo mella en su actividad mental. Hasta el final estuvo rodeado por su esposa y sus hijos expirando tranquilamente en su lecho.